# Start- en landingsmethoden
Gemotoriseerde vliegtuigen kunnen bij het starten en landen gebruikmaken van een aantal verschillende methoden. Vleugelvliegtuigen maken gebruik van een startbaan om op te stijgen, daarvoor is -afhankelijk van het toestel- een korte of langere startbaan nodig. Een helikopter kan verticaal opstijgen. 
In gebieden waar (veel) obstakels een normale start en landing hinderen kan het nodig zijn af te wijken van de standaard methode om op te stijgen. Ook kan de infrastructuur een rol spelen. Vooral militaire toestellen moeten vaak opereren in een gebied waar geen goede infrastructuur aanwezig is waardoor het nodig is een vliegtuig te ontwerpen dat een verkorte start- en landingsbaan nodig heeft of zelfs helemaal geen.

## Conventional Take-Off and Landing
Conventional Take-Off and Landing (CTOL) betekent conventionele start en landing. Dit houdt in dat het vliegtuig bij beiden gebruikmaakt van de start- en landingsbaan. Het opstijgen en landen van een watervliegtuig valt ook onder CTOL, alleen wordt er in dat geval gebruikgemaakt van water in plaats van een start- en landingsbaan.

## Short Take-Off and Landing
Short Take-Off and Landing (STOL) betekent korte start en landing. Dit houdt in dat een vliegtuig een kortere start en landing kan maken dan vergelijkbare vliegtuigen van dat gewicht. De benodigde lengte van de startbaan kan verkort worden door krachtige motoren toe te passen zodat het vliegtuig eerder aan de snelheid zit die nodig is om op te stijgen. De benodigde lengte van de landingsbaan kan verkort worden door het toepassen van verschillende methoden om het vliegtuig snel af te remmen zoals welvingskleppen, remkleppen en remparachutes. Ook kan door een goed ontwerp van de vleugels de aanvliegsnelheid verlaagd worden.

## Vertical Take-Off and Landing
Vertical Take-Off and Landing (VTOL) betekent verticale start en landing. Dit houdt in dat het vliegtuig kan opstijgen en landen zonder gebruik te maken van een start- en landingsbaan. Het bekendste VTOL-vliegtuig is een helikopter. Bij een vleugelvliegtuig is VTOL  mogelijk door de straalpijpen of propellers naar beneden te richten, waarbij de stuwkracht (thrust) groter moet zijn dan het gewicht van het vliegtuig. De V-22 Osprey is een voorbeeld van zo'n vliegtuig, hoewel deze eigenlijk in de subcategorie Vertical/Short Take-Off and Landing (V/STOL of VSTOL) valt. Dit is een vliegtuig dat zowel verticaal als rollend kan opstijgen en landen.

## Short Take-Off and Vertical Landing
Short Take-Off and Vertical Landing (STOVL) betekent korte start en verticale landing. Hierbij kan -net als bij VTOL- het vliegtuig de straalpijpen naar beneden richten. Het verschil is echter dat minder stuwkracht nodig is doordat de vleugels bij een rollende start ook liftkracht genereren. De Harrier is ontworpen als een VTOL-vliegtuig, maar wanneer het met volle tanks en maximale lading opstijgt is het in de praktijk een STOVL-vliegtuig. Ook de F-35B Lightning II is een STOVL-vliegtuig, hoewel het in de tests heeft laten zien ook verticaal te kunnen opstijgen.
Verder moet nog de autogiro als STOVL-vliegtuig worden vermeld.

## Vertical Take-Off and Horizontal Landing
Vertical Take-Off and Horizontal Landing (VTOHL) betekent verticale start en horizontale landing. Deze methode wordt eigenlijk toegepast bij vliegtuigen die vanaf een lanceerinrichting opstijgen. Hieronder vallen een aantal experimentele vliegtuigen uit de Tweede Wereldoorlog en vlak daarna, maar de belangrijkste luchtvaartuigen die deze methode toepassen zijn de herbruikbare ruimtevaartuigen zoals de Boeran en Spaceshuttle.

## Short Take-Off but Arrested Recovery en Catapult Assisted Take-Off but Arrested Recovery
Short Take-Off but Arrested Recovery (STOBAR) en Catapult Assisted Take-Off but Arrested Recovery (CATOBAR) zijn methoden van starten en landen die toegepast worden op vliegdekschepen. Arrested Recovery houdt in dat de landing plaatsvindt door met een haak aan het vliegtuig de vangkabels op het vliegdekschip te grijpen.
Er is niet één methode die beter is, beide manieren hebben voor- en nadelen. Een groot verschil is bijvoorbeeld de snelheid bij het loskomen van het schip. Bij STOBAR ligt deze op ongeveer 120–140 km/u terwijl bij CATOBAR de snelheid ongeveer 300 km/u is. Daardoor is de acceleratie bij CATOBAR wel 4,5 g en is een versteviging van het vliegtuig nodig om het geschikt te maken voor starts vanaf vliegdekschepen met een katapult. Voor starts met behulp van een schans hoeft een vliegtuig in principe niet aangepast te worden, maar moet het wel zo stabiel zijn dat het bij lage snelheden niet overtrekt. Ook moet bij STOBAR het vliegtuig zelf de stuwkracht leveren die benodigd is om op te stijgen, terwijl bij CATOBAR de katapult hiervoor zorgt. Hierdoor heeft een vliegtuig dat met STOBAR opstijgt een sterkere motor nodig of moet de lading beperkt worden. Hier staat wel tegenover dat het vliegtuig de naverbrander eerder kan inschakelen. Ook heeft het bij het loskomen van het schip al een positieve invalshoek.

## Bron
1. ↑  (en)  Gordon, Yefim & Davidson, Peter. 2006. Sukhoi Su-27 Flanker, p. 53-54. Warbird Tech Series, vol. 42. ISBN 978-1-58007-091-1.